# Parc national de Chobe
Le parc national de Chobe est le premier parc national botswanais et aussi celui qui possède la plus grande biodiversité. Situé près de la ville de Kasane, dans le nord du pays dans le district de Chobe, c'est le troisième plus grand parc du pays après le parc transfrontalier de Kgalagadi et la réserve de chasse du Kalahari central.
Il est un des plus riches d'Afrique en termes de concentration d'animaux sauvages. Il est connu pour posséder des lions qui chassent des éléphants d'Afrique souvent jeunes mais parfois adultes.
Il porte l'un des noms du Kwando, rivière qui marque au nord du parc la frontière avec la Namibie.

## Histoire
À l'origine, il était peuplé par les Bochimans. Ces chasseurs-cueilleurs itinérants se déplaçaient en permanence à la recherche de nourriture, à savoir des fruits, de l'eau et des animaux sauvages. Ils ont laissé des traces de leur passage sous forme de peintures sur des rochers.
Au début du XXe siècle, la région, qui allait devenir le Botswana, a été divisée en districts. À cette époque, une grande partie de la surface actuelle du parc a été classée comme terre de la Couronne. L'idée de ce parc national était de préserver la biodiversité tout en promouvant le tourisme qui a fait son apparition dès 1931. L'année suivante, 24 000 km2 autour du district de Chobe ont été officiellement déclarés comme une réserve de chasse, cette surface étant agrandie deux ans plus tard pour atteindre 31 600 km2.
En 1943, une sévère épidémie propagée par la mouche tsé-tsé a retardé la création du parc national. En 1953, le gouvernement s'est à nouveau intéressé à ce projet, ce qui a conduit à la création d'une réserve animalière de 21 000 km2, plus petite que prévu initialement, en 1960. En 1967, la réserve est devenue un parc national.
À cette époque il y avait plusieurs implantations industrielles dans la région, particulièrement à Serondela où l'industrie du bois était très présente. Ces implantations ont peu à peu été déplacées en dehors du parc et ce n'est qu'en 1975 que l'activité humaine a complètement disparu du territoire protégé. De nos jours, on peut encore voir des vestiges de l'industrie du bois à Serondela. Le parc a été légèrement agrandi à deux reprises en 1980 et 1987.

## Géographie et écosystèmes
Le parc est divisé en quatre parties correspondant chacune à un écosystème différent.
La zone de Serondela (la berge de la rivière Chobe), située à l'extrême nord-est du parc, est caractérisée par une plaine inondable luxuriante et une forêt d'acajou, de teck et d'autres feuillus qui a été nettement réduite à cause de la forte densité d'éléphants. La rivière Chobe, qui représente la limite nord-est du parc, est un important point d'eau, particulièrement pendant la saison sèche (de mai à octobre), pour les éléphants, mais aussi les girafes ou les buffles. Beaucoup d'oiseaux sont également présents, comme le guêpier carmin visible en nombre pendant la saison sèche. Quand le niveau de l'eau est élevé, des spatules, des ibis et différentes espèces de cigognes, de canards ou d'anseriformes migrent vers la rivière. C'est probablement la partie la plus visitée du parc, en grande partie parce qu'elle est proche des chutes Victoria. La ville de Kasane, située juste à côté, la plus grosse ville de la région, sert de porte d'entrée nord-est du parc.
La zone du marais de Savuti (10 878 km2) constitue la partie ouest du parc (50 km au nord de la porte Mababe). Le marais de Savuti est le reliquat d'un ancien lac dont l'alimentation en eau a été coupée il y a longtemps par un mouvement tectonique. Aujourd'hui, il est alimenté par le canal Savuti qui s'assèche pendant de très longues périodes et se remet à couler subitement, à cause des mouvements tectoniques. Il a coulé jusqu'au marais pour la dernière fois en janvier 2010,  la fois précédente étant en 1982. En conséquence de cet écoulement très irrégulier, il y a de nombreux arbres morts tout au long de son rivage. La région est aussi couverte par la savane et des prairies qui se renouvellent, permettant à la faune d'être particulièrement prospère. Pendant la saison sèche, les touristes qui font des safaris peuvent voir des rhinocéros, des phacochères, des koudous, des impalas, des zèbres, des gnous mais aussi des éléphants d'Afrique. Pendant la saison des pluies, les 450 espèces d'oiseaux du parc sont bien représentées. Des groupes de lions, hyènes, et plus rarement de guépards peuvent aussi y être aperçus. La région est réputée pour la migration annuelle des zèbres et des prédateurs.
Le marais de Linyanti, localisé au nord-ouest du parc et au nord du marais de Savuti, est adjacent à la rivière Linyanti. À l'ouest de cette zone, se trouve la réserve de Selinda, tandis que sur la rive nord de la rivière Linyanti se trouve le parc national de Nkasa Rupara en Namibie. À proximité de ces deux rivières se trouvent des forêts et des lagons, le reste étant principalement constitué de plaines inondables. Cette partie du parc contient une grande concentration de lions, de léopards, de lycaons, d'antilopes rouannes, d'antilopes noires, d'hippopotames et d'éléphants d'Afrique. Quelques cobe de Lechwe, guibs d'eau ou encore crocodiles du Nil peuvent également être aperçus, même s'ils sont plus rares. Les oiseaux sont très présents dans cette région.
Entre les marais de Savuti et de Linyanti se trouve une zone sèche et chaude occupée principalement par les forêts et prairies de Nogatsaa. Cette partie est moins connue mais est un très bon endroit pour voir des élands.

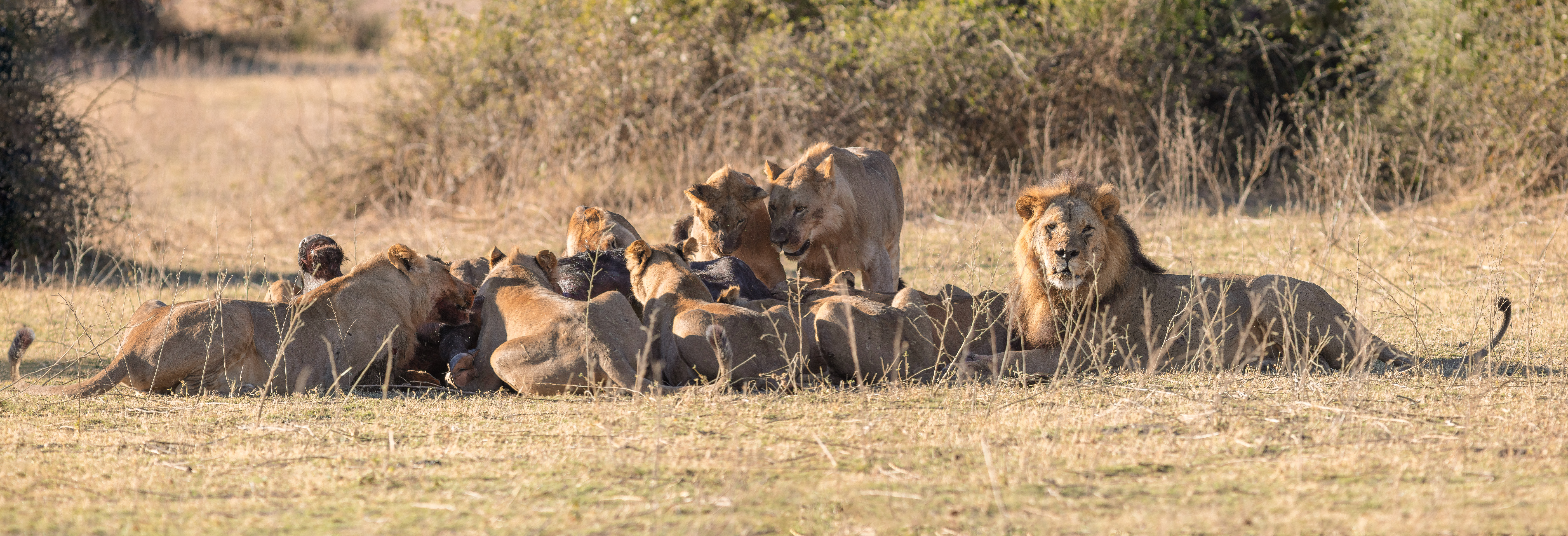
Lions dévorant un buffle du Cap (Syncerus caffer caffer) dans le parc national de Chobe. Juillet 2018.
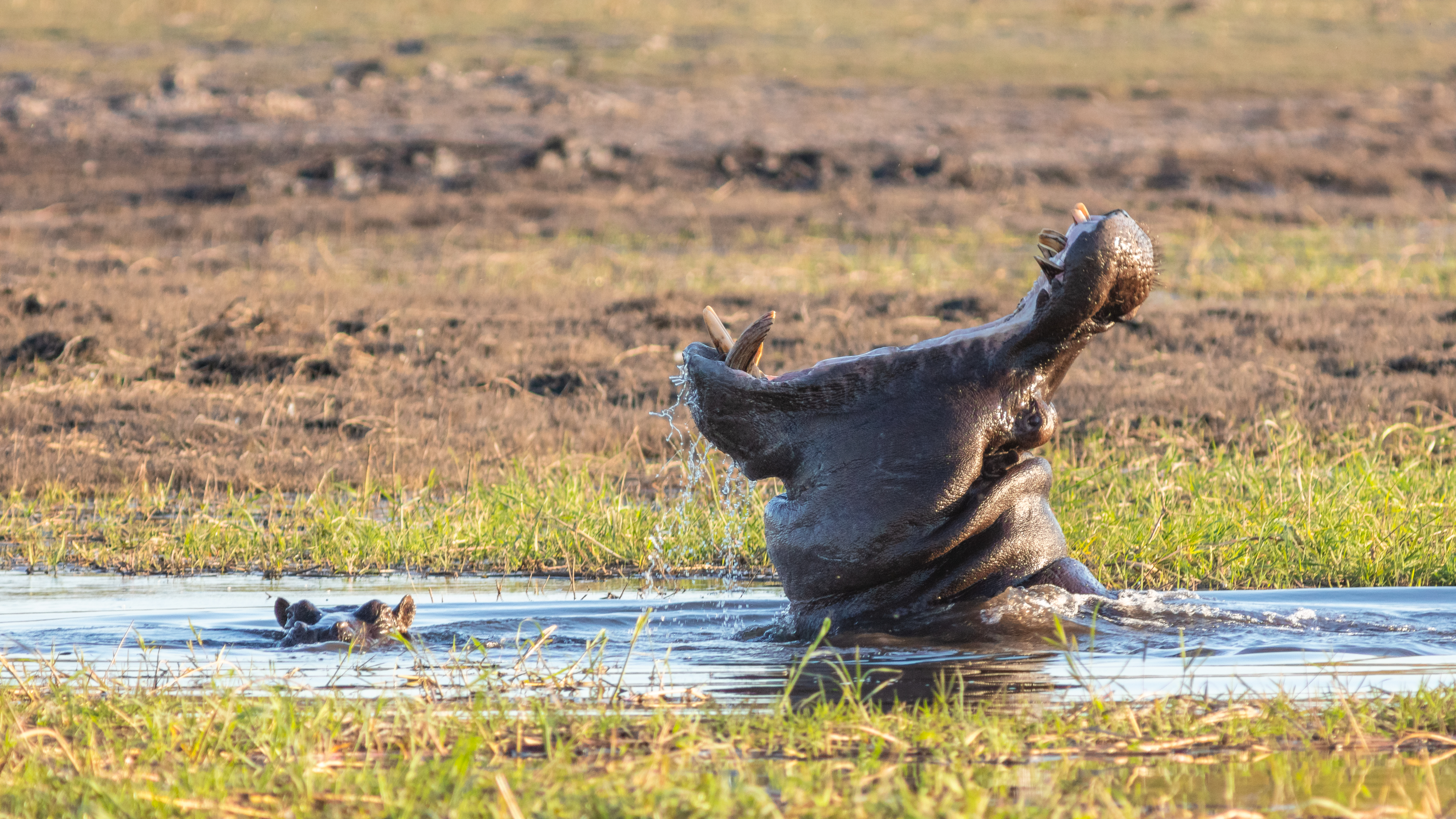
Un Hippopotamus amphibius dans le parc. Juillet 2018.
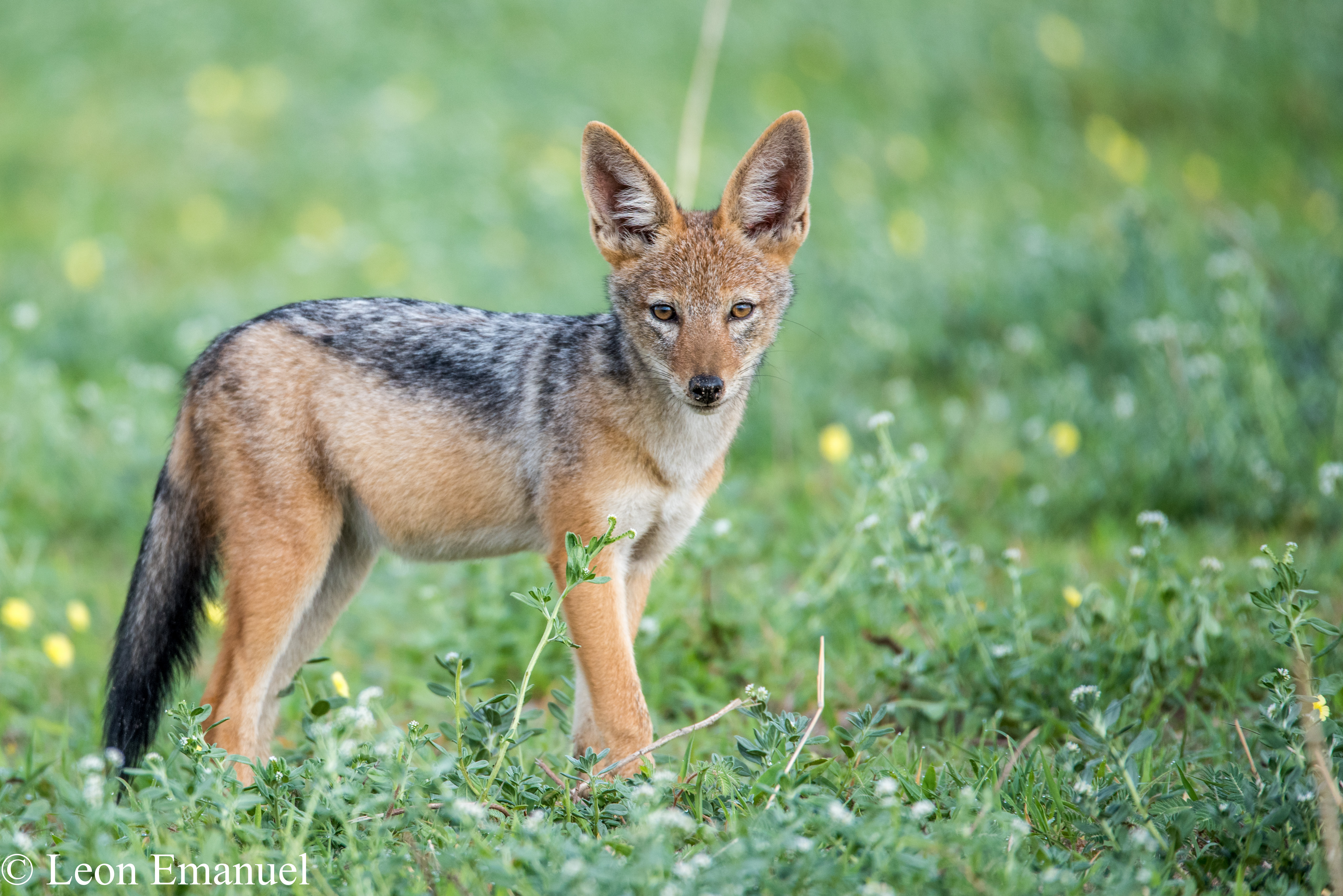
Chacal
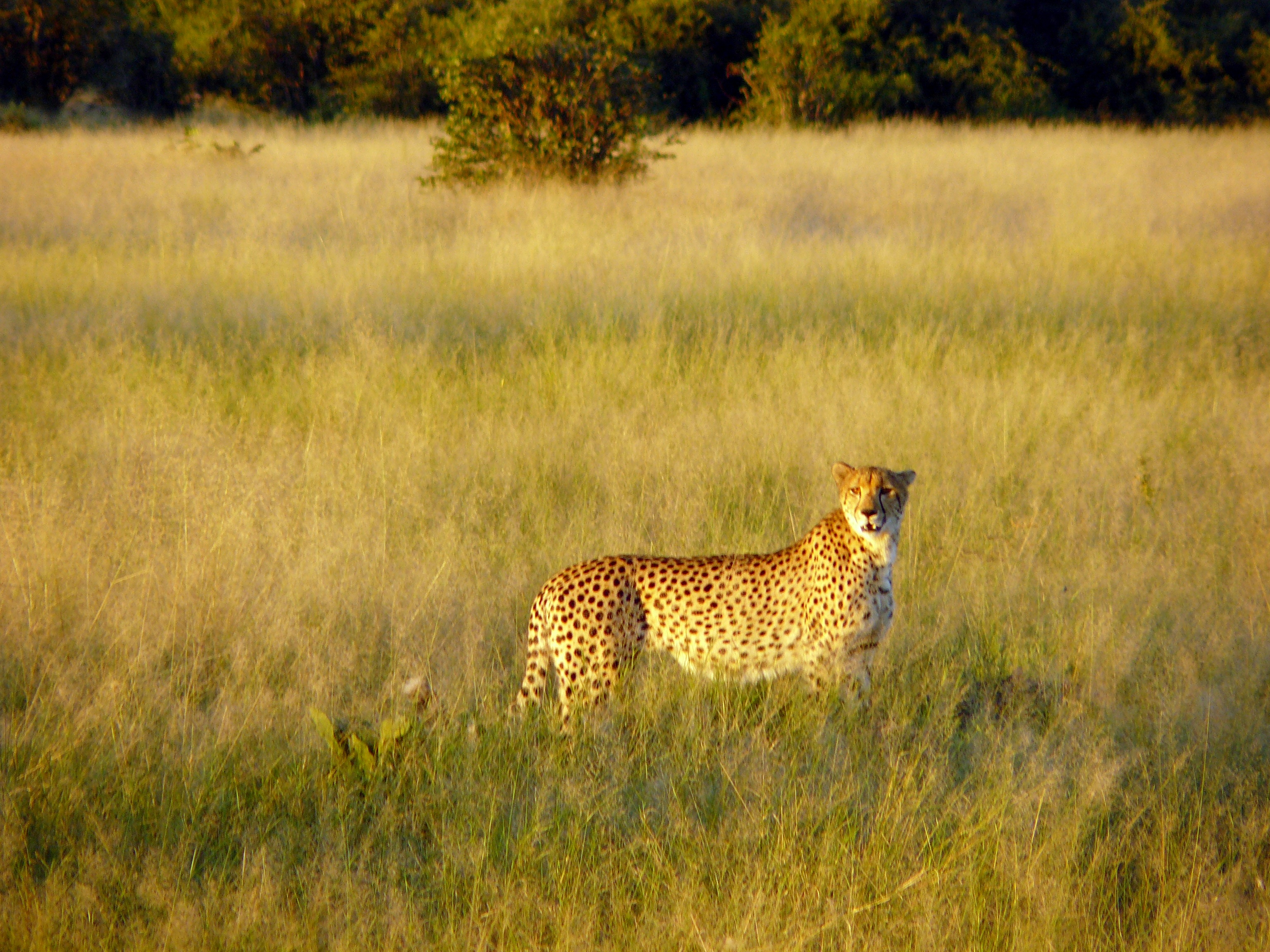
Guépard
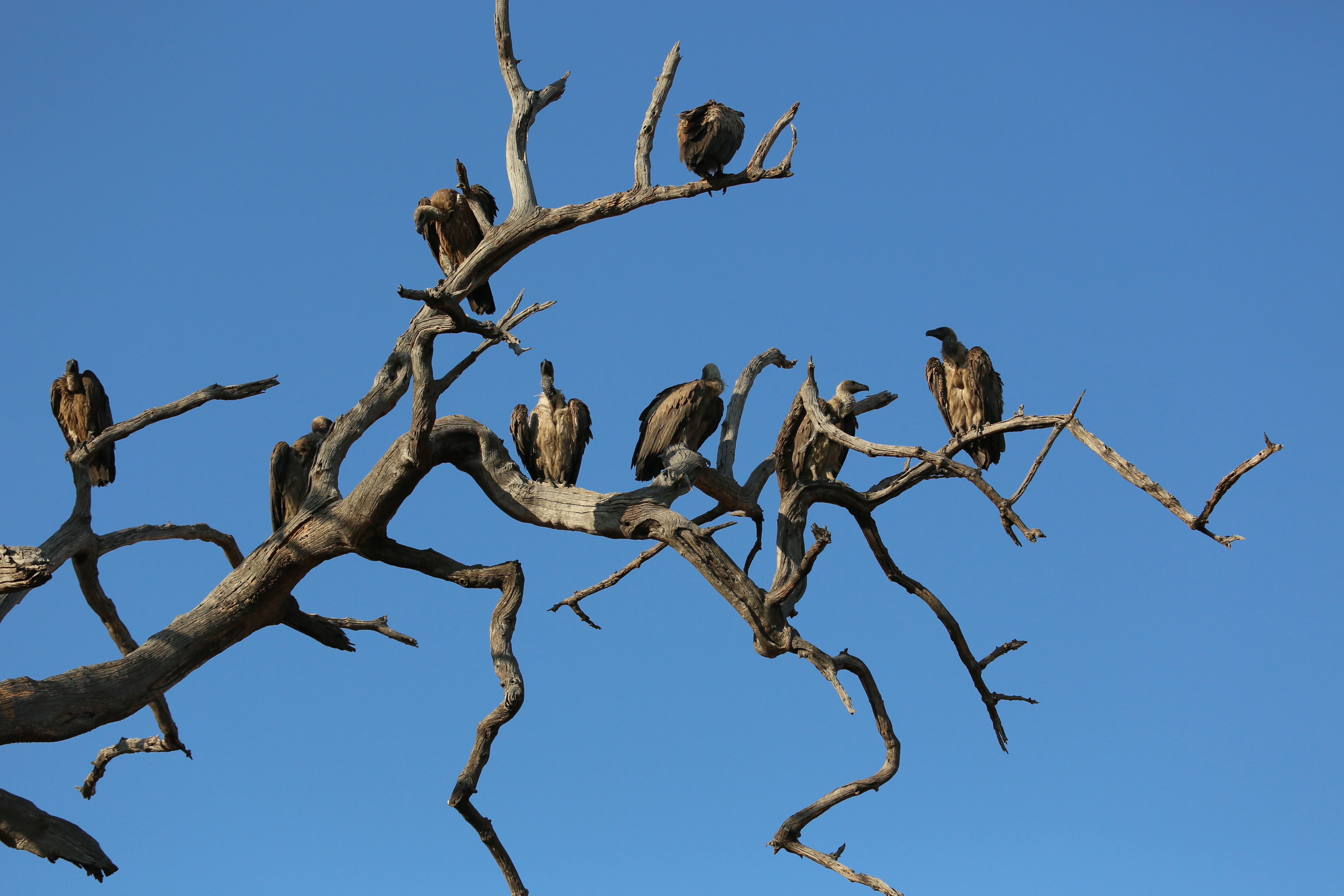
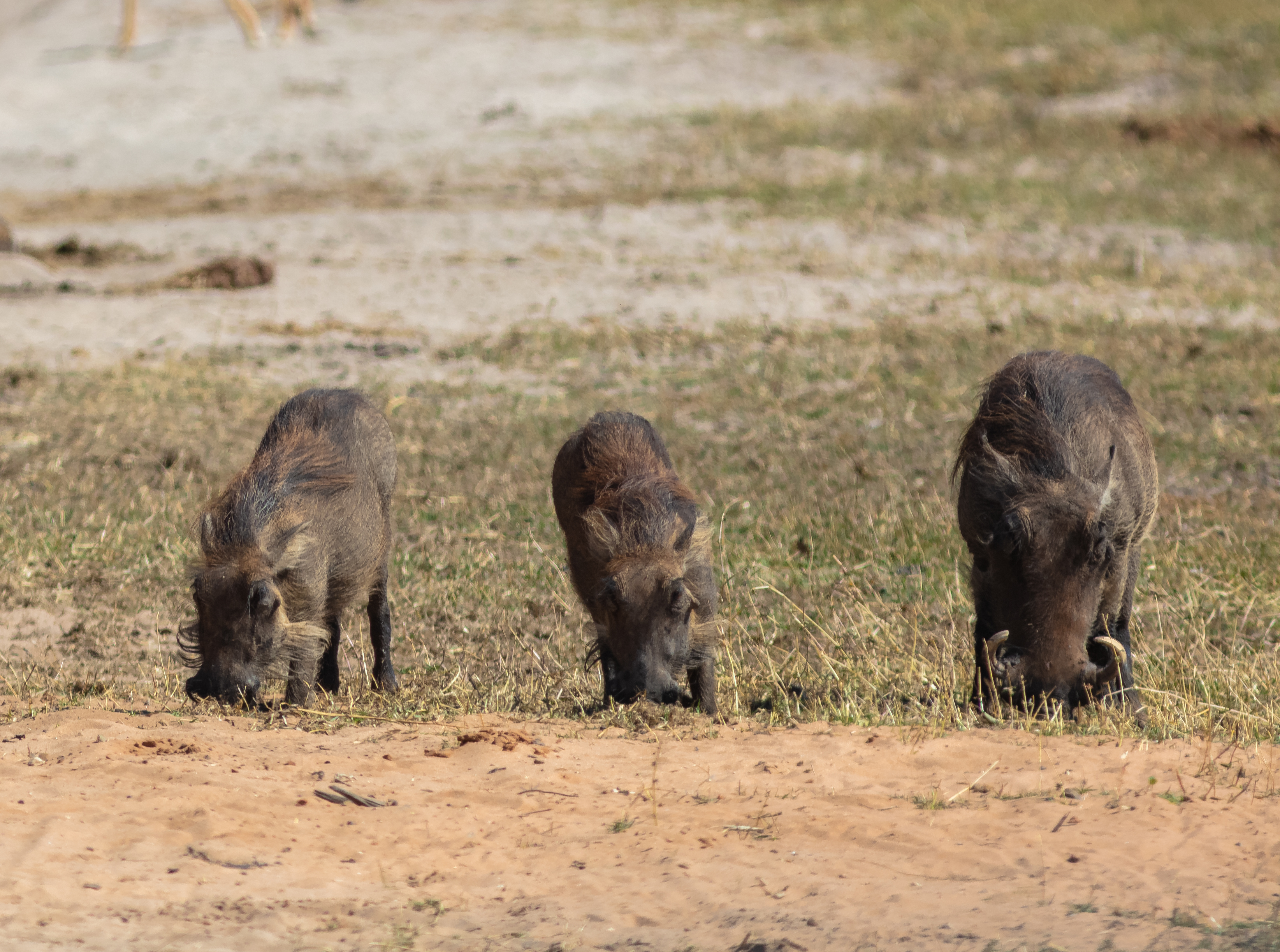
Phacochères sur les berges de la rivière Chobe.

## Concentration en éléphants

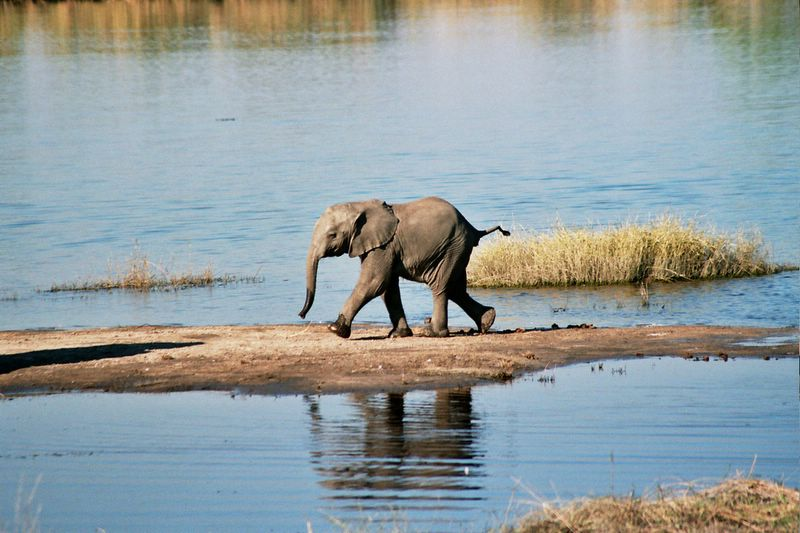
Bébé éléphant vu à Serondela, sur les berges de la rivière Chobe.

Le parc est mondialement connu pour sa grande population d'éléphants, estimée à environ 50 000 individus. Ce sont des éléphants du Kalahari, les éléphants les plus gros. Ils sont caractérisés par des défenses petites et fragiles, ce qui est probablement dû à la carence en calcium des sols. Les dégâts causés par les éléphants sont très importants dans certaines zones. En réalité, la surpopulation est telle que des battues ont été envisagées mais elles ont fait l'objet de controverses et le projet a finalement été abandonné. À la saison sèche, les éléphants séjournent près des rivières Chobe et Linyanti. À la saison des pluies, ils migrent de 200 km vers le sud-ouest du parc. Leur habitat dépasse les limites du parc et s'étend sur la partie nord-est du Zimbabwe.

## Pistes
L'état des pistes dans le parc dépend fortement de la saison et de la pluie et il est préférable d'avoir un véhicule tout terrain pour se déplacer. Le sable peut devenir un problème sur les berges de la rivière Chobe pendant la saison sèche, particulièrement quand il fait chaud. À l'inverse, pendant la saison des pluies, les pistes deviennent boueueses.

### Savuti
Les pistes de Savuti sont très sableuses et nécessitent de l'expérience en conduite. Après la pluie, conduire près des marais présente le risque de rester coincé.

### Nogatsaa
Les pistes de Nogatsaa sont détrempées pendant la saison des pluies et peu d'entre elles sont praticables en cette saison. Pendant la saison sèche, les pistes pour passer d'un vallon à l'autre sont très petites et sableuses. Une fois qu'on a quitté la route goudronnée venant de Kasane, il faudra faire 20 km sur des pistes très sableuses avant d'arriver sur des pistes en meilleur état.